# Phyllis Somerville
Pour les articles homonymes, voir Somerville.
Phyllis Somerville, née le 12 décembre 1943 à Iowa City (Iowa) et morte le 16 juillet 2020 à New York, est une actrice américaine de films, de télévision et de théâtre.
Son rôle le plus important au cinéma est celui en 2006 de la mère du prédateur sexuel (joué par Jackie Earle Haley) dans le film Little Children de Todd Field.

## Biographie
Fille d'un pasteur, Phyllis Jeanne Somerville passe son enfance et sa jeunesse à suivre son père affecté dans différentes églises jusqu'à ce que la famille s'installe à Traer (Iowa) et, plus tard, à Cresco (Iowa). Elle fait ses études au Morningside College, un collège privé où l'éducation est axée sur les arts, puis elle étudie le théâtre à l'université du Nord de l'Iowa où elle obtient son diplôme en 1966.
Elle fait ses débuts sur Broadway en 1974 dans la comédie musicale Over Here! (en) qui met en vedette Janie Sell (en) et les deux Andrews Sisters survivantes (Maxene et Patty). La production est un succès et est nommée pour le Tony Award de la meilleure comédie musicale.
Elle travaille beaucoup ensuite sur Broadway, off-Broadway et dans de nombreux théâtres hors de New York. Ses rôles à Broadway incluent :
- Over Here!, de Richard M. Sherman, Robert B. Sherman et Will Holt, dans le rôle de Wilma (1974-1975) ;
- Once in a Lifetime de Moss Hart et George S. Kaufman, dans le rôle de Miss Chasen (1978) ;
- 'night, Mother (en), de Marsha Norman (en), dans le rôle de la mère de Jessie Cates (1983-1984) - Cette pièce remporte le prix Pulitzer de l'œuvre théâtrale.

En 2003, elle joue le rôle d'Emily Dickinson Vera dans La Vie psychique des sauvages (The Psychic Life of Savages), une pièce d'Amy Freed (en) au Yale Repertory Theater (en) de New Haven (Connecticut). En 2014, elle fait partie de la distribution entièrement féminine d'une production expérimentale off-Broadway de la pièce I Remember Mama (en) de John Van Druten.
Au cinéma, elle est connue pour le rôle de May McGorvey, la mère du criminel, dans Little Children (2006) de Todd Field et le rôle de Grandma Fuller dans L'Étrange Histoire de Benjamin Button (2008) de David Fincher. Elle incarne le rôle récurrent de Marlene dans la série télévisée The Big C (2010-2013).
Phyllis Somerville, après une carrière de plus de 45 ans, est morte de cause naturelle le 16 juillet 2020.

## Filmographie

### Cinéma

#### Courts métrages
- 2002 : Anatomy of a Breakup de Judy Minor : Instructeur
- 2008 : Door Number Two de Jeremy Redleaf : Shirley
- 2008 : Dead*Line de Joseph Bakhash : Edie
- 2013 : Wild & Precious de Cusi Cram : Enid
- 2015 : February de Jessi Shuttleworth : Lorna

#### Longs métrages
- 1981 : Arthur de Steve Gordon : Saleslady
- 1992 : En toute bonne foi (Leap of Faith) de Richard Pearce : Dolores
- 1997 : Trouble on the Corner d'Alan Madison : Crazy Woman
- 1998 : Above Freezing de Frank Todaro : Vivian
- 1998 : Better Living de Max Mayer : Nellie
- 1998 : Curtain Call de Peter Yates : Gladys
- 1998 : Les Imposteurs (The Impostors) de Stanley Tucci : Femme au bar avec des pilules
- 1998 : Montana de Jennifer Leitzes : serveuse
- 1999 : Simplement Irrésistible (Simply Irresistible) de Mark Tarlov : Ruth
- 1999 : À tombeau ouvert (Bringing Out the Dead) de Martin Scorsese : Mme Burke
- 2001 : Révolution n ° 9 de Tim McCann : Juge Hathaway (sous le nom de Phyllis Sommerville)
- 2001 : The Sleepy Time Gal de Christopher Munch : mère adoptive de Rebecca
- 2002 : Swimfan de John Polson : tante Gretchen Christopher
- 2005 : Dumped! de Joey Garfield et Josh Lewis : tante Lorraine
- 2006 : Just Like the Son de Morgan J. Freeman : Juge
- 2006 : Little Children de Todd Field : May McGorvey
- 2006 : Si je n'aimais pas
- 2007 : Broken English de Zoe Cassavetes : Psychic
- 2007 : Lucky You de Curtis Hanson : prêteur
- 2007 : Blue Blood de Ben Cummings et Orson Cummings : Daisy
- 2008 : Capers de Julian M. Kheel : Connie
- 2008 : L'Étrange Histoire de Benjamin Button (The Curious Case of Benjamin Button) de David Fincher : grand-mère Fuller
- 2008 : Messengers (Messagers) de Philip Farha : Metal Detector Lady
- 2008 : Restless d'Amos Kollek : Sheila
- 2009 : The Mighty Macs de Tim Chambers : Sister Sister
- 2010 : Weakness de Michael Melamedoff : Lenore
- 2011 : A Bird of the Air de Margaret Whitton : Ivy Campbell
- 2011 : One Fall de Marcus Dean Fuller : Mme Barrows
- 2012 : Forgetting the Girl de Nate Taylor : Ruby
- 2012 : Surviving Family de Laura Thies : Mary Giaccone
- 2013 : Stoker de Park Chan-wook : Mrs. McGarrick
- 2013 : The Double de Richard Ayoade : mère de Simon
- 2015 : Detours (en) de Laura Thies : Annie Delaney
- 2015 : Stuff de Suzanne Guacci : Ginger
- 2017 : Nos âmes la nuit (Our Souls at Night) de Ritesh Batra : Ruth
- 2019 : Pom-pom ladies : Helen

### Télévision

#### Séries télévisées
- 1990 - 1991 : New York, police judiciaire (Law and Order)
  - (saison 1, épisode 2 : Requiem en sous-sol) : Ms.Maltese
  - (saison 2, épisode 10 : Un incendie pas comme les autres) : Kristen Cameron, Head Nurse
- 1995 : New York News (en) (saison 1, épisode 13 : The Using Game) : Edith Schemer
- 1995 - 1996 : New York Police Blues (NYPD Blue) : Dorothy Russell
  - (saison 3, épisode 3 : Une grande famille)
  - (saison 3, épisode 12 : Meurtre à rebondissement)
- 1997 - 1998 : On ne vit qu'une fois : Miss Charlotte Stonecliff
- 1998 : Haine et Passion : Mme Beasley
- 1998 : Sex and the City (saison 1, épisode 5 : Le pouvoir sexuel des femmes) : Gertrude Morgan
- 1998 : Homicide (saison 7, épisode 2 : Amour fraternel) : Faye Ann Ralston
- 2000 : Les Soprano (The Sopranos) (saison 2, épisode 5 : Cas de conscience) : Brenda
- 2001 : New York 911 (Third Watch) (saison 2, épisode 11 : Le Repos du guerrier) : Fran
- 2001 : New York, unité spéciale (Law & Order: Special Victims Unit) (saison 2, épisode 13 : Les Victimes) : Mme Moss
- 2002 - 2004 : New York, section criminelle (Law & Order: Criminal Intent) :
  - (saison 1, épisode 11 : Le Justicier de l'ombre) : Mme McLeish
  - (saison 3, épisode 16 : Requiem pour un saint) : Louise Politano
- 2003 : Chappelle's Show (saison 1, épisode 12) : vieille dame no 2
- 2004 : As the World Turns (épisode du 5 février 2004) : Annabelle Fettle
- 2007 : Kidnapped : Annie Phillips
  - (saison 1, épisode 7 : Au-dessus de tout soupçon)
  - (saison 1, épisode 9 : La roue tourne)
  - (saison 1, épisode 13 : La Loi de la jungle)
- 2008 : Life on Mars (saison 1, épisode 1 : D'un monde à l'autre) : Mme Raimes
- 2010 : Les Experts : Miami (CSI: Miami) (saison 8, épisode 14 : Fenêtre sur meurtre) : Louise Russo
- 2010 - 2013 : The Big C (19 épisodes) : Marlene
- 2011 : Fringe (saison 3, épisode 14 : Appartement 6B) : Alice Merchant
- 2013 : House of Cards (saison 1, épisode 8 : Les Copains d'avant) : mère de Russo
- 2013 : Unforgettable (saison 2, épisode 4 : Jeu de mémoire) : Ruth
- 2013 : Elementary (saison 2, épisode 7 : The Marchioness) : Miriam Berg
- 2014 : Taxi Brooklyn (saison 1, épisode 2 : L'Héritage) : Sasha Lowenthal
- 2014 : The Blacklist (saison 2, épisode 6 : Le Cartel de Mombasa) : Skye Kincaid
- 2015 : The Good wife (saison 6, épisode 20 : Deconstruction) : Louise Nolfi
- depuis 2016 : Outsiders : Lady Ray Farrell

## Voix françaises
- Frédérique Cantrel (cinq fois) dans :
  - Fringe : Alice Merchant (2011)
  - Taxi Brooklyn : Sasha Lowenthal (2014)
  - Nos âmes la nuit : Ruth (2017)
  - Madam Secretary : Gloria Paley (2018)
  - Mare of Easttown : Betty Carroll (2021)
- Pascale Jacquemont (deux fois) dans :
  - Lucky You : prêteuse sur gages (2007)
  - L'Étrange Histoire de Benjamin Button : grand-mère Fuller (2008)
- Annie Balestra dans The Big C : Marlene (série télévisée) (2010-2013)